# Стара Воля
Стара Воля (пол. Stara Wola) — село в Польщі, у гміні Щутово Серпецького повіту Мазовецького воєводства.
Населення — 183 особи (2011).
У 1975-1998 роках село належало до Плоцького воєводства.

## Демографія
Демографічна структура станом на 31 березня 2011 року:
|          | Загалом | Допрацездатний вік | Працездатний вік | Постпрацездатний вік |
| -------- | ------- | ------------------ | ---------------- | -------------------- |
| Чоловіки | 98      | 25                 | 65               | 8                    |
| Жінки    | 85      | 20                 | 37               | 28                   |
| Разом    | 183     | 45                 | 102              | 36                   |